# 胡笑云
胡笑云（1935年1月—2022年5月22日），曾用名王同维，男，河北赵县人，中华人民共和国政治人物、武警少将。

## 生平
1949年8月加入中国共产党，1950年参加中国人民解放军。1950年至1956年，为华北军区机要训练大队学员，陆军某部见习译电员、译电员、参谋。1956年至1960年，任新疆克拉玛依油田钻井处钻井队长、副大队长。1960年至1964年，在新疆石油学院、北京石油学院学习。1964年至1975年，胜利油田试采一队社教工作组组员，任胜利油田采油指挥部调度室主任、采油大队队长、总调度室副总调度长。1975年至1980年，任华东输油管道局调度处处长、副局长。1980年至1982年，任东濮石油会战指挥部副指挥、指挥。1982年至1986年，任中原石油勘探局局长、党委副书记、代党委书记。1986年至1987年，任中原石油勘探局党委书记、中共濮阳市委书记。1987年至1990年，任中共河南省委副书记、河南省副省长。1990年至1992年，任河南省副省长。1992年至1997年，任武警黄金指挥部政治委员。1993年2月，被授予武警少将警衔。中共第十三届中央候补委员。2022年5月22日在北京逝世，享年87岁。